# 哈登堡 (紐約州)
哈登堡（英語：Hardenbrugh）是一個位於美國紐約州阿爾斯特縣的鎮。

## 人口
根據2020年美國人口普查的數據，哈登堡的面積為209.85平方千米，當中陸地面積為209.24平方千米，而水域面積為0.61平方千米。當地共有人口221人，而人口密度為每平方千米1人。